# Hermsdorf, Börde
Hermsdorf là một đô thị ở huyện Börde thuộc bang Sachsen-Anhalt, nước Đức. Đô thị Hermsdorf, Börde có diện tích 7,55 km², dân số thời điểm ngày 31 tháng 12 năm 2006 là 1601 người.